# Ignacy Julian Cejzyk
Ignacy Julian Cejzyk, także Ignacy Julian Ceyzik, Игнатий Цейзик (ur. w 1779 w Łyskowie, zm. w 1858 w Irkucku) – polski artysta, zesłaniec, fałszerz pieniędzy.

## Życiorys
Syn Michała. Szlachcic herbu Owady. Od 1798 studiował sztuki plastyczne na Szkole Głównej Wileńskiej, a od 1802 tamże chemię, język francuski oraz historię, ale żadnego z tych kierunków nie ukończył. W trakcie studiów zajął się także podrabianiem biletów teatralnych. Był absolwentem Szkoły Głównej Wileńskiej]. 
Od 1805 mieszkał na wsi, gdzie zajął się fałszowaniem rubli. W 1814 proceder wykryto, a Cejzyka wraz ze współsprawcami aresztowano. Szacowano, że podrobił 65 tys. rubli. Po pięciu latach aresztu zbiegł z więzienia i w 1819 przedostał się do Wiednia, gdzie wkrótce zaczął fałszować miejscową walutę. Zagrożony aresztowaniem przez austriackie władze powrócił do Rosji pod fałszywym nazwiskiem. Pomimo tego aresztowany w 1821 przez policję carską, skazany został na dożywotnią katorgę na Syberii, gdzie dotarł w 1828. Ze względu na duże umiejętności artystyczne zamiast do kopalni skierowano go do pracy w hucie szkła, a potem do Tobolska. Oprócz pracy dla huty sporządzał portrety, wyrabiał fajki i inne wyroby rękodzieła, sporządzał plakietki. W konsekwencji gubernator miasta zapobiegł jego wysyłce do kopalń. Wyroby Cejzika były nabywane przez najwyższych przedstawicieli władz i elit Syberii, toteż dość szybko wzbogacił się i nabył dom w Tobolsku. Powtórnie zaczął fałszować ruble. Gdy fałszerstwa ujawniono - w 1846 r. został skazany na pracę w kopalniach Akatui. Po kilkuletnim okresie pracy w kopalni zwolniony z niej za protekcją klientów i zatrudniony ponownie do działalności rzemieślniczo-artystycznej w Wierchnieudińsku. W 1857 dostał zgodę na osiedlenie się w Irkucku. W trakcie pracy na Syberii wykonał liczne posążki Buddy.
Jego dzieła sztuki znajdowały się w Ermitażu, muzeach Irkucka i Czyty oraz w warszawskim Muzeum Rzemiosł
i Sztuki Stosowanej. Wykonał w Tobolsku tacę z widokiem miasta podarowaną carowi Mikołajawi I. Obecnie prace Cejzyka przechowywane są w kolekcjach warszawskich: Muzeum Narodowego (plakietka Katorga w syberyjskiej kopalni w Akatui, kopia tejże jest w muzeum w Tulczynie), Muzeum Wojska Polskiego, Pałacu w Wilanowie, w krakowskim Muzeum Narodowym (m.in. plakietka Śpiący Anioł), wileńskich Muzeum Sztuk Pięknych ("Ceyzik w więzieniu") i Muzeum Narodowym (plakietki), Muzeum Narodowym Sztuk Pięknych w Kownie (plakietka Macierzyństwo). Dzieła Cejzyka już za życia artysty były podrabiane. Kopia misy podarowanej dla cara lub carewicza znajduje się w muzeum w Tiumeni.
Opracował nową recepturę masy ceramicznej, która dawała ceramikę barwy czarnej lub żółto-brunatnej

## Literatura dodatkowa
- Henryk Mościcki: Ceyzik Ignacy Julian. W: Polski Słownik Biograficzny. T. 3: Brożek Jan – Chwalczewski Franciszek. Kraków: Polska Akademia Umiejętności – Skład Główny w Księgarniach Gebethnera i Wolffa, 1937, s. 242–243. Reprint: Zakład Narodowy im. Ossolińskich, Kraków 1989, ISBN 83-04-03291-0